# Rebellion (film, 1936)
Pour les articles homonymes, voir Rebellion (homonymie).
Pour plus de détails, voir Fiche technique et Distribution.
Rebellion est un film américain réalisé par Lynn Shores (en), sorti en 1936.

## Fiche technique
- Titre original : Rebellion
- Réalisation : Lynn Shores (en)
- Scénario et histoire : John T. Neville
- Production : E.R. Derr et Bernard A. Moriarty producteur associé
- Société de production et de distribution : Crescent Pictures Corporation
- Direction musicale : Abe Meyer
- Photographie : Arthur Martinelli
- Montage : Donald Barratt
- Direction artistique : Edward C. Jewell
- Costumes : Louis Brown
- Pays de production : États-Unis
- Langue : anglais
- Format : Noir et blanc - 35 mm - 1,37:1 - Son mono
- Genre : Western
- Durée : 62 minutes
- Date de sortie :
  - États-Unis : 10 octobre 1936 (première)

## Distribution
- Tom Keene : Capitaine John Carroll
- Rita Hayworth (sous le nom de Rita Cansino) : Paula Castillo
- Duncan Renaldo : Ricardo Castillo
- William Royle : Harris
- Gino Corrado : Pablo
- Roger Gray : Honeycutt
- Robert McKenzie : Juge Moore
- Allan Cavan : Président Zachary Taylor
- Jack Ingram : Hank, un homme de main
- Lita Cortez : Marquita
- Theodore Lorch : Général Vallejo
- Merrill McCormick : Dr Semple